# Extraños en mi cama
Extraños en mi cama (A bedfull of foreigners) es una obra de teatro de Dave Freeman, estrenada en 1973 y en España en 1975.

## Argumento
Un matrimonio inglés compuesto por Stanley Parker y su mujer Brenda, se trasladan de vacaciones a Francia, con el intento de reavivar un matrimonio en sus más bajas horas.Sin embargo, nada más regristrarse comienzan los líos y absurdos.Para empezar Heinz la encargada del hotel, ha alquilado la habitación dos veces.El otro personaje es Claude Philby, quien acude a celebrar su cumpleaños con su amante, Simone una artista de cabaret.Para su desgracia, su esposa la alemana Helga también se presenta.Si esto se añade, un ambiente festivo debido a una fiesta de disfraces y a Karak el portero del hotel, una persona realmente sorprendente, todo dará lugar a las más que singulares historias, aventuras y embrollos.

## Estreno en España
- Teatro Martín, Madrid, 29 de marzo de 1975.
  - Dirección: Adrian Ortega.
  - Adaptación: Emilio Laguna.
  - Intérpretes: José Sazatornil, Gracita Morales, Rosa Fontana, Tania Ballester, Jesús Enguita, Antonio Acebal, Julián Navarro.